# Prodorylaimus rionensis
Prodorylaimus rionensis är en rundmaskart. Prodorylaimus rionensis ingår i släktet Prodorylaimus och familjen Dorylaimidae. Inga underarter finns listade i Catalogue of Life.